# Park Tower (Frankfurt am Main)
Der Park Tower (früher bekannt als SGZ-Hochhaus) ist ein Hochhaus im Westend von Frankfurt am Main. Es wurde 1972 als Verwaltungssitz der Südwestdeutschen Genossenschafts-Zentralbank (2000 und 2001 in zwei Stufen auf die heutige DZ-Bank fusioniert) errichtet. Das damals 96 Meter hohe Gebäude mit schwarz-silberner Fassade war für kurze Zeit das höchste Hochhaus Frankfurts. Es befindet sich am Reuterweg in der Nähe des Opernplatzes und grenzt nördlich sowie östlich an den Rothschildpark.
Zwischen Juli 2005 und Herbst 2007 wurde das Gebäude komplett entkernt und grundlegend umgebaut. Seither bietet das 115 Meter hohe Gebäude rund 24.000 Quadratmeter Bruttogeschossfläche.
Der leicht schräg zur Alten Oper stehende Bau wurde nach Plänen des Architekturbüros Albert Speer & Partner um drei Etagen aufgestockt und mit einem zweiten Baukörper ergänzt, der sich wie eine steinerne Spange um den Schaft des Turms legt. Der Neubau ist mit hellem Naturstein verkleidet, der Altbau komplett verglast. Hauptmieter des Gebäudes ist die international tätige Anwaltskanzlei Freshfields Bruckhaus Deringer, die fast das ganze Gebäude angemietet hat.
Eigentümerin der Liegenschaft ist ein Immobilienfonds der DWS.